# 광주 재진입 작전
광주 재진입 작전(光州再進入作戰)은 1980년 5월 27일 5.18 민주화운동 당시 신군부 수뇌부가 계엄군을 투입해 전남도청에서 항전하는 광주 시민들을 진압하기 위해 펼친 작전이다. 계엄군 측 공식 작전명은 상무충정작전(尙武忠正作戰)이다.

## 배경
1980년 5월 21일, 광주 시내 주요 시설에 배치된 계엄군은 전남도청 집단발포 사건 이후 상부의 지시에 따라 광주시 외곽으로 철수했다. 광주 시내에서 철수한 계엄군은 21일부터 광주외곽봉쇄작전을 펼쳤다. 작전 도중 계엄군의 발포가 수 차례 발생해 사상자가 많이 발생했다.
계엄군이 물러난 광주 시내에는 '시민 자치 시대'가 열렸다. 같은 달 21일 밤, 광주 시내에서는 '학생수습위원회' , '시민수습위원회'가 구성됐다. 시민수습위원회는 주로 군부와의 협상과 시민 설득을 담당했으며, 학생수습위원회는 무기회수, 치안유지 등의 업무를 맡았다.
22일 오후 1시 지역유지, 종교인, 각계인사 15명은 정부에 평화적인 사태 수습을 위해 협상을 요청했고 7개항
을 제시하였다. 하지만 책임자인 소준열 전교사령관은 "계엄사령관과 협의하는데 시간이 필요하다"면서 협상을 거부했다. 22일 오후부터 광주 시내에서는 무기회수 작업이 시작됐고, 광주 시민들은 자체적인 방범 활동을 했다.
26일 새벽 5시, 탱크가 광주 시내로 진출하기 시작했다. 시민 수습위원들이 일단 탱크 앞으로 행진해 탱크 진입을 막아냈다. 계엄군 측에서는 27일 새벽부터 작전이 시행될 것을 경고했다.

## 작전 수립 경위
1980년 5월 23일 오전 9시 계엄사령관 이희성은 육군참모총장실에서 진종채 2군사령관으로부터 외곽으로 물러나 있던 병력의 광주 재진입작전 계획을 보고받는 자리에서 황영시 육군참모차장, 계엄사 참모장 나동원 및 계엄사 참모들과 광주재진입작전을 논의하였고, 곧이어 정호용 특전사령관이 합석하여 광주재진입작전의 구체적 실행방법을 의논하고 현지 지휘관의 가용시간 등을 고려하여 같은달 25일 이후에 작전 개시하도록 결정하였다.
23일 전두환은 정호용을 통해 소준열 전교사령관에게 "공수부대의 기를 죽이지 마시오. 희생이 따르더라도 광주사태를 조기에 수습해주십시오."라는 내용이 포함된 친필 메모를 전달하여 광주 민주화 운동에 대한 강경한 진압을 주문했다. 이에 소준열이 김순현 전교사 전투발전부장에게 광주 재진입작전 계획인 '상무충정계획'을 마련하도록 지시했다.
이희성은 5월 25일 오전 4시경 김재명 작전참모부장에게 광주 재진입작전 계획을 수립하라고 지시하여 육본 작전지침인 '상무충정작전'을 만들어 같은 날 오후 12시 15분 국방부 내 육군회관에서 전두환, 주영복, 이희성, 황영시, 노태우, 류병현 등이 참석한 가운데 상무충정작전을 5월 27일 0시 이후 실시하기로 최종 결정했다.

## 계엄군의 도청 진입
정호용은 5월 26일 오전 전두환을 방문해 재진입작전에 필요한 가발, 군복을 지원받고 전두환에게 작전 내용을 보고했다. 같은 날 오후 14시경 이희성을 방문해 충격용 수류탄과 항공사진을 지원받고 21시에 장비를 가지고 광주비행장에 도착, 예하 부대원을 격려함으로써 재진입작전 준비를 마쳤다.
26일 오후, 광주 시민은 최후의 항전을 준비하기 위해 '학생시민투쟁위원회'를 구성했다. 계엄군의 작전이 시작되기 이전, 광주 시민군 측에서는 여자나 중학생 등을 대피시켰고 도청에서 157명만이 남아 끝까지 항전하기로 결의했다.
계엄군 측에서는 27일 새벽, 47개 대대 2만 317명으로 편성한 계엄군을 5개 방면을 통해 일제히 진입했다. 그 중 각 공수여단별로 특공조를 편성하여 전남도청 등 목표지점을 점령 하도록 계획됐다. 3공수여단 특공조인 11대대 1지역대 장교 13명, 부사관과 병 66명은 5월 27일 오전 4시경 전남도청에 도착, 후문을 넘어 최후 항쟁을 결의하고 남아 있는 무장 시위대에 무차별 총격을 가하면서 진입하여 5월 27일 오전 5시 21분경 도청을 점령했다. 7공수여단 특공조인 33대대 8, 9지역대 6개 중대 장교 20명, 부사관과 병 181명은 오전 5시 6분 광주공원을 점령하고, 11공수여단 특공조인 61대대 4중대 장교 4명, 부사관과 병 33명은 오전 4시 46분 제1목표인 전일빌딩과 관광호텔을 저항 없이 점령하였다.이어 6시 20분 여자기독교청년회(YWCA) 건물을 총격전 끝에 점령했다.

## 피해
5월 27일 오후, 계엄군의 첫 발표에서는 시민 2명 사망, 군인 2명 사망이라고 발표했지만, 곧 도청에서 13명, 광주공원에서 2명, YWCA에서 2명으로 광주 시민 17명 사망으로 발표 내용을 정정했다.
1995년 검찰의 수사 결과, 작전 중 사망한 무장 시위대의 수가 18명으로 밝혀졌다. 총격전 뿐만 아니라 오인사격, 교전 도중 유탄에 의한 총상, 수하 불응 도주 사격 등의 이유로 사망한 비무장 시민 9명과 실종자로 분류되었다. 2001년 신원불상자로 분류됐다 신원이 밝혀진 고등학생을 포함해 이 날 공식적으로 희생된 것으로 알려진 희생자의 수는 28명으로 밝혀졌다. 하지만 5.18 민주화운동에 대한 실종자 의혹도 여전히 제기되고 있기 때문에 이보다 희생자가 더 많을 가능성도 배제할 수는 없다.

## 같이 보기
- 5·18 광주 민주화 운동
- 광주외곽봉쇄작전
- 전두환
- 정호용
- 이희성
- 김재명
- 신군부